# 卡琳·歐萊里·克拉什應
卡琳·歐萊里·克拉什應（1992年8月21日—）是一名安提瓜和巴布達游泳運動員，曾代表國家參加2012年倫敦奧運的女子50米自由泳比賽，並未獲得獎牌。她的母親擔任她的教練。她的姐姐也曾參加2004年雅典奧運的游泳比賽。